# Bulbophyllum membranifolium
Bulbophyllum membranifolium är en orkidéart som beskrevs av Joseph Dalton Hooker. Bulbophyllum membranifolium ingår i släktet Bulbophyllum och familjen orkidéer. Inga underarter finns listade i Catalogue of Life.